# Shayan Sobhian
Shayan Alexander Sobhian, más conocido como Shayan Sobhian, (Estados Unidos, 17 de octubre de 1994) es un actor, guionista, músico y productor iraní-estadounidense. 

## Biografía
Saltó a la fama por su interpretación de Behrad Tarazi en la serie de The CW Legends of Tomorrow. Anteriormente había participado en la serie The Chosen, donde interpretaba al apóstol Santiago el Mayor. Su paso por la serie se limitó a una única aparición en el cuarto episodio de la primera temporada, y a actuar como personaje secundario en todos los capítulos posteriores, con apariciones siempre en el fondo de las escenas principales. Según Broadway World, dejó The Chosen para actuar en la serie de DC Legends of Tomorrow como Behrad Tarazi, hermano de Zari Tomaz.

## Vida personal
Shayan está casado y vive con su esposa en Massachusetts.

## Filmografía
| Año       | Título                         | Personaje                 | Notas        |
| --------- | ------------------------------ | ------------------------- | ------------ |
| 2018      | Killer Caregiver               | Guardia                   |              |
| 2019      | The Chosen                     | apóstol Santiago el Mayor | 4 episodios  |
| 2019      | Does Bigfoot Dream of Flowers? | Jesse                     | Cortometraje |
| 2019-2022 | Legends of Tomorrow            | Behrad Tarazi             | 37 episodios |

## Música
Shayan Shobian ha estado en varias grupos amateur y sabe tocar el bajo, la guitarra y el teclado.